# Joseph-Emmanuel de La Trémoille
Joseph-Emmanuel de La Trémoille, né le 7 juillet 1659 et mort à Rome le 9 janvier 1720 ou 10 janvier 1720, est un homme d'Église français.

## Biographie
Il est le fils de Louis de La Trémoille, duc de Noirmoutier, et de Renée Julie Aubéry, dame de Tilleport.
Il est abbé commendataire de Saint-Étienne de Caen à partir de 1710, de l'Abbaye Saint-Pierre de Lagny, de Notre-Dame de Sorèze, de Notre-Dame de Sylvanès de Saint-Amand et de l'abbaye de Grandselve depuis 1707.
Il est nommé évêque de Bayeux en janvier 1716. Il est créé cardinal du titre de la Sainte Trinité du Mont-Pincio lors du consistoire du 17 mai 1706 par Clément XI. Cette même année, il est envoyé comme ambassadeur à Rome par Louis XIV. En avril 1718, il devient archevêque de Cambrai, charge qu'il occupe jusqu'à sa mort en 1720.